# Gergely András (hangmérnök)
Gergely András (Budapest, 1942. január 26. –) magyar hangmérnök.
Tanulmányait 1956–1960 között az I. István Gimnáziumban végezte, majd 1960–1962 között elektroműszerész végzettséget szerzett. 1962–1968 között a BME villamosmérnöki kar hallgatója volt.

## Munkahelyek
- 1967 Magyar Tudományos Akadémia Kutatási Eszközöket kivitelező Vállalat kísérleti osztály
- 1968–2005 Magyar Televízió
- 1980– Igazságügyi műszaki eseti szakértő
- 1990–2000 Rendezvények műsz. vez.

## Televíziós és filmes munkák
- 1970
  - Tyukfürösztés R. Szőnyi G. Sándor Op. Ráday Mihály
  - 12 óra tánc R. Bednai Nándor, Bogár Richárd
- 1971
  - Századunk „Frankhamisitás„ Bokor Péter Op. Molnár Miklós
- 1972
  - Felhőfejes Esztergályos Károly Op. Biró Miklós
  - Pécsi Balett a Karthagói fesztiválon R.Op. Kenyeres Gábor
  - Palotai Boris „történetek„ R. Bánki Iván
  - Családi kör R. Palásty György Op. Forgács Ottó
  - Záporpróba „Szerelem Óh„ R. Balázs András
- 1973
  - Az Ozorai példa R. Kardos Ferenc Op. Halász Mihály
- 1974-1977
  - Csak ülök és mesélek R. Vitray Tamás
- 1975

Szülőföldem sorozat – Németh László, Erdei Ferenc, Nagy László, Weöres Sándor
Cimbora Erdélyben R. Szabó Márta Op. Halász Gábor
Nem csak a Balaton R. Fellegi Tamás Op. Varga Vilmos
Asszony a viharban R. Málnai Levente Op. Zádori Ferenc
1976
Város esti fényben R. Gaál Albert Op. Szilágyi Virgil
Jordániai jelentés R. Chrudinák Alajos Op. Várszegi Károly
Bartók Erdélyben MTV-USA R. Vecsernyés János
Mágnás Miska R. Csenterics Ágnes Op. Szilágyi Virgil
1977
. II. Nemzetközi Karmesterverseny R. Apró Attila Op. Dubovitz Péter
Cigányzene R. Lengyelfy Miklós
Paprikások, Citerások, Papucsosok R. Lengyelfi Miklós
Water and the Wild MTV-BBC R-Op Gerrit van Gelderen
1978
Uszó jégtáblák R. Esztergályos Károly Op. Biró Miklós
1979
A Nagyenyedi két füzfa R. Bán Róbert Op. Szalai András
Négy csend között a hallgatás R. Nemere László Op. Bornyi Gyula
Az Isztambuli vonat MTV-RAI R. Giannfranco Mingozzi Op. Luigi Verga
Sándor Mátyás sorozat MTV-RAI-ARD R. Jean Pierre Decourt Op. Kende J.
1980
Honvéd együttes Vityebszkben R. Nagy József, Novák Ferenc Op. Boldizsár K.
Fertőtavi zenei barangolás R. Apró Attila Op. Dubowitz Péter
Klausi zenei fesztiválok 1980–2006 R.Csenterits ÁgnesOp. Neumann L.MTV ORF
1982
Ázsia táncfesztivál R. Sediánszky János Op. Szabados Tamás
Attila MTV-Antenne2 R. Etienne la Roche Op. Kocsis Sándor
1983
Budapesti Muzsika R. Jancsó Miklós Op. Kende János
A nagykövetasszony MTV-ARD
Gianni Morandi A repülés vágya MTV-RAI Marcello Gatti
A nő meg az ördög R. Kalmár András
A Trónörökös Rudolf R. Szinetár Miklós Op. Gurbán Miklós
Fidelio R. Szinetár Miklós Op. Gurbán Miklós
1984
Egy éj az Aranybogárban R. Bozó László Op. Halász Mihály
Kónya Show R. Szitányi András Op. Halász Mihály
1985
A verseny R. Szinetár Miklós Op. Gurbán Miklós
1986
Kovács Tibor portré MTV-CanadaTV R. Csenterics Á. Op. Szabados T.
A világ metrói sorozat MTV r. Fazekas Lajos Op. Ráday Mihály
1987
Tadzsikisztán R. Kis József Op. Kocsis Sándor
1988
Az ÁHZ Japánban R.-Op. Máriássy Ferenc
1989
12 hónap az erdőn R. Rácz Gábor
Tel-Avivi kórus R. Bednai Nándor Op. Darvas Máté
1992
Marica grófnő (Rökk Marika) R. Csenterics Á. Op. Bodó J.
A világ metrói (Tokió) R. Lovas György Op. Molnár Péter
1994
Hollywoodi sztár interjúk R. Baló Júlia Op. Dubovitz Péter
CCN EBES Konferencia (Clinton-Jelcin) Op. Várszegi Károly
Cantorama Kórus Svájcban R. Bánki László Op. Janovits Sándor
1995
Portugál Képeslapok, Lisszaboni villamosok R. Lengyel Zs. Op. Szalay A.
1997
Mindenki másképp csinálja (Wolf Katalin portré) R. Csenterics Á. Op. Bodó J.
1999
Az apám szíve RAI Olaszország R. Marton Zoli Op. Vermes Iván
2004
A csolnoki rabtábor R. Varga Ágota Op. Markert Károly
2006
Bruckner Napok St.Florian ORF R. Csenterics Á. Op. Janivits S.

## Külső hivatkozások
- Gergely András az Internet Movie Database oldalon (angolul)
- Önéletrajza a Magyar Hangmérnökök Társasága weboldalán